# Neville Wran
Neville Kenneth Wran (11 de outubro de 1926 – 20 de abril de 2014) foi um político australiano que foi primeiro-ministro de Nova Gales do Sul entre 1976 e 1986. Foi presidente nacional do Partido Trabalhista Australiano (ALP) de 1980 a 1986 e presidente de ambos a Fundação Lionel Murphy e a Organização de Pesquisa Científica e Industrial da Commonwealth (CSIRO) de 1986 a 1991.